# Aéroport de Timimoun
L'aéroport de Timimoun (code IATA : TMX • code OACI : DAUT) est un aéroport algérien à vocation nationale, situé sur la commune de Timimoun à 4 km au sud-est de la ville.

## Présentation
L’aéroport de Timimoun est un aéroport civil desservant la ville de Timimoun et sa région (le nord-est de la wilaya d'Adrar).
L’aéroport est géré par l'EGSA d'Oran.

## Situation

### Carte des aéroports de l'Algérie
'
| \| 100 km1:14 790 000 \| Adrar Alger Annaba Batna Béjaïa Biskra Boufarik Chlef Constantine Ghardaïa Hassi Messaoud In Amenas Jijel Oran Sétif Tamanrasset Tébessa Tlemcen Béchar Bordj Mokhtar Djanet El Bayadh El Goléa El Oued Illizi In Salah Ghriss Ouargla Tiaret Timimoun Tindouf Touggourt |
| 100 km1:14 790 000 |

Carte statique des aéroports d'Algérie.Carte dynamique des aéroports d'Algérie.

## Infrastructures liées

### Pistes
L’aéroport dispose d'une piste en béton bitumineux d'une longueur de 3 000 m.

### Compagnie aérienne et destinations
| Compagnies  | Destinations                                  |
| ----------- | --------------------------------------------- |
| Air Algérie | Alger-Houari-Boumédiène, Oran-Ahmed-Ben-Bella |

Actualisé le 31/07/2023